# 蓬莱韦克 (瓦兹省)
蓬莱韦克（法語：Pont-l'Évêque，法語發音：[pɔ̃ levɛk] ⓘ）是法国瓦兹省的一个市镇，属于贡比涅区。

## 地理
蓬莱韦克（49°33'53"N, 2°59'16"E）面积1.13 平方千米，位于法国上法蘭西大區瓦兹省，该省份为法国北部内陆省份，北起索姆省，西接厄尔省和滨海塞纳省，南至塞纳-马恩省和瓦兹河谷省，东临埃纳省。
与蓬莱韦克接壤的市镇（或旧市镇、城区）包括：努瓦永、帕塞勒、桑皮尼。

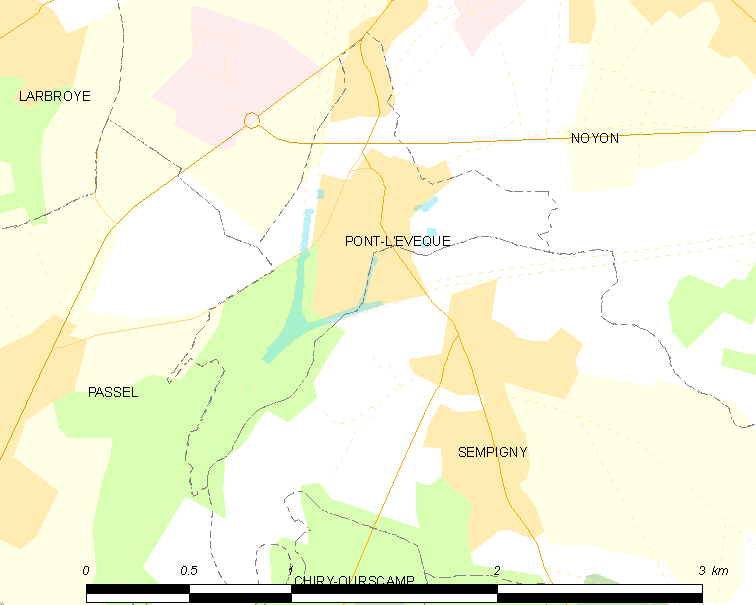
的OSM定位图

蓬莱韦克的时区为UTC+01:00、UTC+02:00（夏令时）。

## 行政
蓬莱韦克的邮政编码为60400，INSEE市镇编码为60506。

## 政治
蓬莱韦克所属的省级选区为努瓦永县。

## 人口

1962-2008年间人口变化图示

蓬莱韦克于2022年1月1日时的人口数量为671人。